# Csengőd vasútállomás
Csengőd vasútállomás egy Bács-Kiskun vármegyei vasútállomás, Csengőd településen, a MÁV üzemeltetésében. A belterület keleti szélén helyezkedik el, az 5306-os út vasúti keresztezésétől nem messze északra, közúti elérését az előbbi útból észak felé kiágazó 53 106-os számú mellékút teszi lehetővé.

## Vasútvonalak
Az állomást az alábbi vasútvonalak érintik:
- Budapest–Kelebia-vasútvonal

## Kapcsolódó állomások
A vasútállomáshoz az alábbi állomások vannak a legközelebb:
- Soltszentimre megállóhely (Budapest–Kelebia-vasútvonal)
- Tabdi megállóhely (Budapest–Kelebia-vasútvonal)

## Forgalom
| Járat | Útvonal | Gyakoriság |
| ----- | --- | ---------- |
|       | A vonalon a vasúti szolgáltatás szünetel, a vonatok helyett a Volánbusz járatai közlekednek. A legközelebbi buszmegálló: Csengőd, vasútállomás |            |